# استیو براون (بازیکن فوتبال، زاده ۱۹۶۱)
استیو براون (انگلیسی: Steve Brown؛ زادهٔ ۲۱ اکتبر ۱۹۶۱) بازیکن فوتبال در پست مهاجم اهل اسکاتلند است.

## باشگاهی
از باشگاه‌هایی که در آن بازی کرده‌است می‌توان به باشگاه فوتبال هیبرنین اشاره کرد.